# Walter Müller Hess

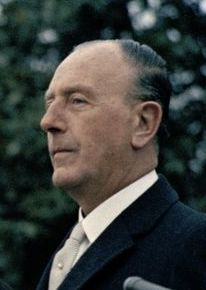
Walter Müller Hess, 1962

Walter Müller Hess (* 2. Dezember 1894 in Santiago de Chile; † März 1977 ebenda) war ein chilenischer Unternehmer und Diplomat.

## Leben

### Privates
Er war der Sohn von Sara Hess King und Federico Müller Becker. Seine Schwester Hilda Müller war Kolumnistin in El Mercurio.
Sein Bruder Ricardo (* 14. April 1897) war Architekt und Leiter der chilenischen Delegation bei den Olympischen Sommerspielen 1928 in Amsterdam und 1936 in Berlin.
Er heiratete Mary Anne Sproat, sie hatten drei Kinder.

### Ausbildung
Er erwarb auf dem Collegio Alemán die Hochschulreife und schloss 1917 ein Studium in Bauingenieurwesen an der Universidad de Chile ab.

### Werdegang
Er war Präsident der Gaswerke von Santiago de Chile und Professor für Darstellende Geometrie an der Fakultät für Ingenieurwissenschaften der Universität von Chile. Von 1932 bis 1935 war er Vizepräsident und von 1953 bis 1951 Präsident der Sociedad de Fomento Fabril (1883 gegründeter Industrieentwicklungsverband SOFOFA).
Am 30. Januar 1959 wurde er zum Botschafter in Washington, D.C. ernannt, wo er vom 13. Februar 1959 bis 21. Februar 1963 akkreditiert war.